# Sébastien Brasseur
Pour les articles homonymes, voir Brasseur.
Sébastien Brasseur, né le 2 novembre 1985, est un archer français, spécialisé en arc à poulies.

## Carrière
Aux Championnats du monde de tir à l'arc en salle 2007, il est médaillé d'argent par équipe avec Dominique Genet et Pierre-Julien Deloche.
Il est médaillé de bronze par équipes avec Dominique Genet et Pierre-Julien Deloche aux Championnats du monde de tir à l'arc 2013.
Il est médaillé d'argent par équipes en arc à poulies avec Sébastien Peineau et Pierre-Julien Deloche aux Championnats d'Europe de tir à l'arc en salle 2013 et aux Championnats d'Europe de tir à l'arc en salle 2015.